# Målade kyrkor i Troodosregionen
Målade kyrkor i Troodos är ett av Unescos världsarv sedan 1985. Världsarvet, som ligger i Troodosbergen i Cypern, består av nio kyrkor och ett kloster från det Bysantinska imperiets tid, vilka finns i förhållandevis stor samlad mängd i regionen. Kyrkorna är alla vackert dekorerade med stora väggmålningar.
Följande kyrkor/kloster tillhör världsarvet
- Stavros Ayiasmati kyrka i Platanistasa
- Panayia tou Arakou kyrka i Lagoudhera
- Timios Stavros kyrka i Pelendria
- Ayios Nikolaos tis Steyis kyrka i Kakopetria
- Panayia Podhithou kyrka i Galata
- Panayia Phorviotissa kyrka i Asine utanför Nikitari
- Ayios Ionannis Lambadhistis kloster i Kalopanayiotis
- Panayia tou Moutola kyrka i Moutoullas
- Panayia Theotokos kyrka i Pedhoulas
- Ayia Sotira tou Soteros kyrka i Palaichori